# Mudar Badran
Mudar Mohammad Ayesh Badran (Dzseras, 1934. január 18. – 2023. április 22.) palesztin származású jordániai politikus. Jordánia 23. miniszterelnöke.

## Élete
Szülei palesztin származásúak voltak. A Damaszkusz Egyetemen tanult Franciaországban, Szíriában és ügyvédi diplomát szerzett. Tisztként kezdte pályafutását a jordániai hadseregben. A 70-es években az Általános Hírszerzési Igazgatóság igazgatója volt.
Badran 1976 és 1984 között lett Jordánia miniszterelnöke, 1979 és 1980 között rövid megszakítással. 1989. december 4-én ismét kinevezték a posztra, lemondása után Zaid Bin Shaker helyére. Badran harmadik ciklusa 1991-ig tartott, amikor Jordánia ismét demokráciává vált, és a szenátus két évtized után újfent megszerezte legitim hatalmát parlamenti választások nélkül. 1976-tól 1979-ig külügyminiszterként, valamint miniszterelnöksége nagy részében védelmi miniszterként is dolgozott.
Célpontja volt egy sikertelen merényletnek Ammánban 1981 februárjában, a szíriai védelmi társaságok részéről.

## Magánélet és halál
Badran öccse, Adnan Badran volt aki szintén Jordánia miniszterelnöke volt.
Badran feleségével élt. Két fia és három lánya született.
Badran 2023. április 22-én halt meg 89 évesen.

## Fordítás
Ez a szócikk részben vagy egészben  a   Mudar Badran című angol Wikipédia-szócikk ezen változatának fordításán alapul.  Az eredeti cikk szerkesztőit annak laptörténete sorolja fel. Ez a jelzés csupán a megfogalmazás eredetét és a szerzői jogokat jelzi, nem szolgál a cikkben szereplő információk forrásmegjelöléseként.